# Arrest Wirth
Het arrest Wirth is een uitspraak van het Europees Hof van Justitie van 7 december 1993 (zaak C-109/92),
inzake het niet toekennen van een studietoelage voor studie in een andere lidstaat:
- Onderwijs aan een hogeschool die uit openbare middelen wordt gefinancierd, is geen dienstverrichting in de zin van artikel 60 EEG-verdrag,
- zodat de weigering niet kan worden getoetst aan het beginsel van het vrije verkeer van diensten.

## Casus
Stephan-Max Wirth woonde in Duitsland en verzocht daar om een studietoelage voor studie in Nederland.

5. Op 31 augustus 1990 verzocht verzoeker, die toen in Tettnang (Duitsland) woonde, krachtens het BAföG om een studietoelage om jazz-saxofoon te studeren aan de Hoogeschool Voor de Kunsten te Arnhem (Nederland). Tot staving van zijn verzoek stelde hij, dat hij de opleiding in het buitenland diende te volgen, omdat hij geen studieplaats in een Duitse school had gekregen.

Toepasselijke wet- en regelgeving – het Bundesausbildungsförderungsgesetz van 26 juli 1971 (hierna: "BAföG"), na een laatste wijziging op 22 mei 1990 – stelde voorwaarden aan het toekennen van een dergelijke studeren-in-het-buitenland studietoelage. Bij de wijziging van 22 mei 1990 werden de voorwaarden aangescherpt.

## Procesverloop
Het verzoek van verzoeker om een studietoeslage is afgewezen. Bezwaar is afgewezen. Een beroep ingesteld bij het Verwaltungsgericht Sigmaringen, is doorverwezen naar het Verwaltungsgericht Hannover. Deze rechter heeft het Hof verzocht om een prejudiciële beslissing.

## Rechtsvraag
- Is onderwijs dat wordt gevolgd aan een hogeschool die uit openbare middelen wordt gefinancierd aan te merken als dienstverrichting in de zin van artikel 60 EEG-Verdrag? (Neen.)

## Uitspraak Hof

### financiering uit openbare middelen
Als een hogeschool uit de openbare middelen wordt gefinancierd terwijl studenten slechts schoolgeld betalen, dan is het volgen van onderwijs aan zo'n hogeschool (in een andere lidstaat) niet te verstaan als dienstverrichting.

18. Uit de bewoordingen van de gestelde vraag blijkt (...), dat de verwijzende rechter uitsluitend doelt op het geval dat de onderwijsinstelling uit de openbare middelen wordt gefinancierd en van de studenten alleen schoolgeld (Gebühren) ontvangt.
19. Mitsdien moet (...) worden geantwoord, dat onderricht aan een hogeschool die voornamelijk met overheidsmiddelen wordt gefinancierd, geen dienstverrichting is in de zin van artikel 60 EEG-Verdrag.

In zo'n geval vormt het niet toekennen van een studietoelage, en de regelgeving die daaraan ten grondslag ligt, geen belemmering van het vrije verkeer van diensten. 

### financiering uit particuliere middelen
17. Zoals het Verenigd Koninkrijk heeft opgemerkt, (...) bestaan er ook hogescholen die hoofdzakelijk uit particuliere middelen worden gefinancierd, met name door de studenten of hun ouders, en een winstoogmerk nastreven. In dergelijke instellingen verstrekt onderricht is als een dienstverrichting in de zin van artikel 60 EEG-Verdrag te beschouwen. Het door deze instellingen nagestreefde doel bestaat er namelijk in, diensten aan te bieden tegen vergoeding.

## Conclusie
Het maakt dus verschil of een hogeschool (behoudens schoolgeld) uit de openbare middelen wordt bekostigd,
of dat sprake is van een particuliere hogeschool die een winstoogmerk nastreeft en die hoofdzakelijk uit particuliere middelen worden gefinancierd.
In dit laatste geval is het onderwijs een dienstverrichting, zodat een vrij verkeer van diensten – onderwijs volgen in een andere lidstaat – niet mag worden belemmerd door nationale regelgeving.